# Jean-Claude Thomas
Pour les articles homonymes, voir Thomas.
Jean-Claude Thomas, né le 16 mars 1950 à Paris et mort le 12 novembre 2018 à Taissy, est un homme politique français.

## Biographie

### Jeunesse et études
Jean-Claude Thomas naît le 16 mars 1950 dans le XIVe arrondissement parisien. Son père, Roger Thomas, est fils d'un industriel fabricant de canapés et fauteuils, et sa mère, Georgette Roy, est d'origine nivernaise et modeste. Ses parents tiennent une épicerie à Paris. Il n'a pas trois ans lorsqu'il est envoyé dans la Nièvre, où il est élevé par sa tante et ses grands-parents.
Il est pensionnaire au lycée Jules-Renard de Nevers, où il obtient son baccalauréat en 1968. C'est durant ses études de médecine à Dijon qu'il rejoint l'Union des jeunes pour le progrès, les jeunesses gaullistes. Il arrive à Reims pour poursuivre ses études dentaires en 1971. Après un doctorat, il devient dentiste à Épernay en 1978.

### Carrière politique
En 1981, il est élu suppléant du député Jean Falala. Lorsque celui-ci devient maire de Reims en 1983, Jean-Claude Thomas devient son adjoint. Il est élu conseiller général du canton de Reims-10, nouvellement créé, dès le premier tour en 1985.
Il est élu pour la première fois député le 13 juin 1988, dans la troisième circonscription de la Marne. Son élection est serrée avec 50,29 % face au maire socialiste de Saint-Brice-Courcelles, Jean-Claude Fontalirand. Il a ensuite été réélu en 1993, 1997, 2002 et 2007.
En 1999, Jean Falala démissionne de la mairie de Reims pour des raisons de santé. Si son premier adjoint, Jean-Louis Schneiter, lui succède, l'ancien maire apporte son soutien à Jean-Claude Thomas lors des élections municipales de 2001. Thomas obtient l'investiture du RPR mais Jean-Louis Schneiter se présente avec le soutien de l'UDF et de Démocratie libérale. Au soir du premier tour, la liste de Jean-Claude Thomas ne rassemble que 23,75 % des voix et arrive derrière la liste de gauche d'Adeline Hazan (34,84 %) et la liste de Jean-Louis Schneiter (30,04 %). Thomas appelle directement à voter pour Schneiter, mais les deux listes de droite ne fusionnent pas.
Il est réélu conseiller général en 1992 et 2001. Lors des élections cantonales de 2008, il perd son mandat de conseiller général du canton de Reims-10. Même s'il arrive en tête du premier tour avec 38,07 %, il est largement battu au second tour par le socialiste Stéphane Rummel, réunissant 41,85 % des suffrages.
Avant les élections législatives de 2012, le département de la Marne perd une circonscription, provoquant un redécoupage important des autres circonscriptions. Pour certains, c'est son siège de député qui est supprimé. Néanmoins, il affirme en 2010 être candidat à la candidature pour un nouveau mandat.
Jean-Claude Thomas est souvent critiqué pour son absentéisme à l'Assemblée nationale. En 2006 déjà, L'Express le surnommait le « fantôme du Palais-Bourbon ». L'article révèle notamment que l'implantation de l'une des plus importantes usines de biocarburants de France, à Bazancourt, dans sa circonscription, s'est faite sans lui. Sa faible assiduité est à nouveau mise en avant par une enquête sur l'activité des députés entre juillet 2007 et avril 2009. Cette critique lui sera apportée jusqu'à la fin de son mandat de député.

## Mandats
- 07/03/1983 - 27/06/1988 : adjoint au maire de Reims (Marne)
- 18/03/1985 - 02/10/1988 : membre du conseil général de la Marne
- 13/06/1988 - 01/04/1993 : député de la Marne
- 27/06/1988 - 12/03/1989 : membre du conseil municipal de Reims (Marne)
- 03/10/1988 - 27/03/1994 : membre du conseil général de la Marne
- 13/03/1989 - 18/06/1995 : membre du conseil municipal de Reims (Marne)
- 02/04/1993 - 21/04/1997 : député de la Marne
- 28/03/1994 - 18/03/2001 : membre du conseil général de la Marne
- 18/06/1995 - 18/03/2001 : membre du conseil municipal de Reims (Marne)
- 01/06/1997 - 18/06/2002 : député de la Marne
- 18/03/2001 - 16/03/2008 : membre du conseil général de la Marne
- 20/06/2007 - 17/06/2012 : député de la Marne